# Sinfonía n.º 40 / Nathalie
Sinfonía nº40 / Nathalie es un sencillo de la agrupación Dúo Albeniz, lanzado en 1973 bajo el sello discográfico chileno DICAP, poco antes de su cierre producto del Golpe de Estado en Chile de 1973 y posterior inicio de la dictadura militar.

## Lista de canciones
| Lado A |                 |          |  |
| N.º    | Título          | Duración |  |
| 1.     | «Sinfonía nº40» |          |  |

| Lado B |            |          |  |
| N.º    | Título     | Duración |  |
| 2.     | «Nathalie» |          |  |